# Sucesos Argentinos
Sucesos Argentinos fue el primer noticiero cinematográfico argentino, cuando aún no existía la televisión en el país.
Durante el comienzo de la televisión en Argentina, también fue emitido en 1951 por Radio Belgrano Televisión y se concluyó hasta 1962.
La primera emisión fue el 26 de agosto de 1938. Estuvo presente en el inicio de cada proyección de películas en los cines, una vez a la semana, hasta 1972. Su creador fue Antonio Ángel Díaz, un empresario que por entonces era dueño de una agencia de publicidad y la revista Cine Argentino.

## Características
De frecuencia semanal, cada cortometraje en blanco y negro incluía de siete a diez noticias de aproximadamente un minuto de duración cada una, haciendo un total de alrededor de ocho minutos por cada emisión. Se utilizaban separadores con textos (títulos) y música de fondo, con voces en off de locutores como Carlos D'Agostino, Enrique Mancini, Eduardo Rudy y Cacho Fontana. La apertura mostraba el nombre del noticiero y el número de la unidad, mientras en el fondo se veía a un jinete montado en un caballo encabritado; inmediatamente aparecía el eslogan: «Primer semanario cinematográfico latinoamericano».
Con una variedad temática, las notas cubrían noticias deportivas, ecológicas, sociales, culturales, hechos nacionales e internacionales. El estilo de los cortos era heterogéneo, debido a la cantidad de colaboradores que hacían sus envíos desde las provincias y otros países, cada uno de los cuales imprimía su propio criterio a la presentación de la noticia.
En los treinta y cuatro años del noticiero se filmaron unas veinte mil unidades, algunas de las cuales fueron vendidas por Antonio Ángel Díaz, luego del cierre definitivo de la empresa, al Servicio de Inteligencia del Estado (SIDE) y a la Fundación Rochester de Estados Unidos. El Archivo General de la Nación cuenta con unas novecientas unidades. 
El Museo del Cine Pablo Ducrós Hicken posee la colección más grande de cortometrajes de este noticiero, con seis mil rollos en su formato original de 35 mm.

## Documental
El ciclo televisivo Visionario producido por la Secretaría de Cultura de la Nación, y emitido por Canal 7 Argentina, presentó en 2003 el documental «Suceso/Sucesos, la historia de los "Sucesos Argentinos"» realizado por David Blaustein y Andrés Habegger y con el auspicio del Museo del Cine Pablo Ducrós Hicken. En él se recorre la historia del noticiero, incluyendo aspectos técnicos y forma de distribución. Los narradores formaron parte de la producción de Sucesos Argentinos: Tadeo Bortnowski, director técnico artístico entre 1948 y 1972; Reynaldo Peralta, camarógrafo entre 1960 y 1970, y Carlos de la Fuente, camarógrafo entre 1954 y 1972.

## Digitalización
El Museo del Cine Pablo Ducrós Hicken presentó en 2013 un proyecto de digitalización de Sucesos Argentinos, a partir de una selección de los noticieros originales. Luego del trabajo realizado por veinticinco directores, entre ellos Gabriel Medina, Verónica Chen, Gustavo Fontán, Gabriela Golder, Andrés Habegger, Milagros Mumenthaler, Pablo Trapero, Andrés Di Tella y Edgardo Cozarinsky, en 2014 se presentó en el Festival Internacional de Cine Independiente (BAFICI) el programa Sucesos Intervenidos conformado por veinticinco cortometrajes. Dos de los Sucesos intervenidos pertenecen al Archivo General de la Nación, el cual tiene digitalizado todo su acervo de dicho fondo.